# Blue Murder (televisieserie)
Blue Murder is een Engelse politieserie die zich afspeelt in Manchester, Engeland. Politievrouw Janine Lewis is de hoofdfiguur in Blue Murder; zij is een alleenstaande moeder met vier kinderen en probeert haar werk te combineren met haar huishoudelijke taken. Nadat haar man haar heeft verlaten heeft zij een min of meer intieme relatie met haar collega inspecteur Richard Mayne. Haar rol wordt vertolkt door actrice Caroline Quentin die bekend is geworden door haar rollen in Jonathan Creek, Hot Money en Men Behaving Badly.
De andere rollen in Blue Murder worden vertolkt door
- Ian Kelsey - DI Richard Mayne
- Paul Loughran - DS Butchers
- Nicholas Murchie - DS Shap

## Afleveringen
- Pilot (Cry me a River)- 2003
- Hit and Run – 2004
- Up in Smoke  - 2004
- Fragile Relations – 2004
- Lonely – 2004
- Steady Eddie – 2006
- Make Believe – 2006
- The Spartacus Thing - 2006
- In Deep - 2006
- Not a Matter of Life and Death - 2007
- Desperate Measures - 2007
- Crisis Management - 2007
- Having It All - 2009
- Inside - 2009
- Tooth and Claw -2009
- This Charming Man - 2009
- Private Sins - 2009